# 比兹 (上马恩省)
比兹（法語：Bize，法語發音：[biz]）是法国上马恩省的一个市镇，属于朗格勒区。

## 地理
比兹（47°50'20"N, 5°38'1"E）面积2.09 平方千米，位于法国大東部大區上马恩省，该省份为法国东北部内陆省份，北起马恩省和默兹省，西接奥布省，西南接科多尔省，东南接上索恩省，东临孚日省。
与比兹接壤的市镇（或旧市镇、城区）包括：阿芒斯河畔迈济耶尔、昂罗塞、阿尔比尼苏瓦雷讷。

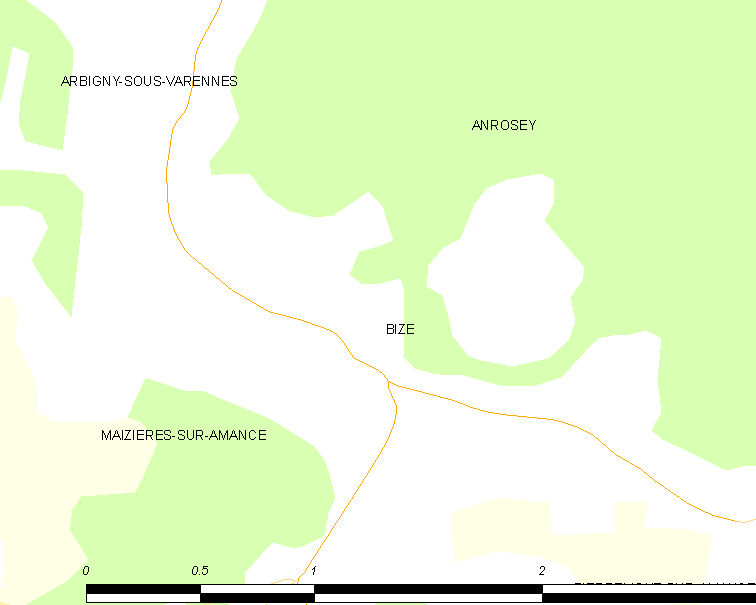
的OSM定位图

比兹的时区为UTC+01:00、UTC+02:00（夏令时）。

## 行政
比兹的邮政编码为52500，INSEE市镇编码为52051。

## 政治
比兹所属的省级选区为沙兰德雷县。

## 人口

1962-2008年间人口变化图示

比兹于2022年1月1日时的人口数量为80人。